# Marphysa gemmata
Marphysa gemmata är en ringmaskart som beskrevs av Mohammad 1973. Marphysa gemmata ingår i släktet Marphysa och familjen Eunicidae. Inga underarter finns listade i Catalogue of Life.